# Міруфенфуші
Міруфенфуші (дхівехі މޭރުފެންފުށި, англ. Meerufenfushi) — найсхідніший острів в атолі Північний Мале (адміністративний атол Каафу), Мальдіви, має 1,2 км завдовжки і 350 м завширшки, є місцезнаходженням готельного комплексу Meeru Island Resort & Spa, який має 4½ зірки і належить до групи Crown & Champa Resorts. Острів утворений над вершинами, що виринають із глибин океану, на шарах як живих, так і мертвих коралів, а також залишків іншого морського життя. Кокосові пальми, що височіють над густими чагарниками, і витривалі рослини, що захищають береги від ерозії, є природними особливостями